# Freeline-Skate

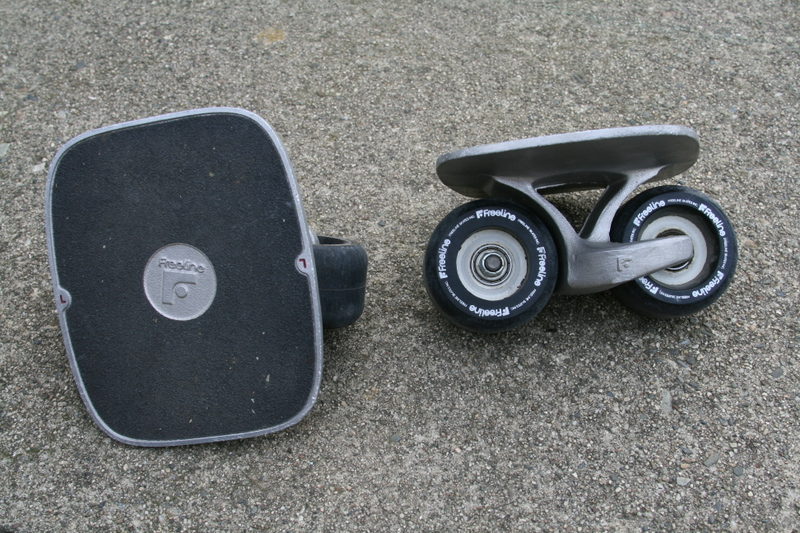
Auf- und Seitenansicht eines Freeline Skates

Der Begriff Freeline-Skate (auch Freeskate oder Driftskate) steht für ein Funsport-Gerät, das eine Mischung aus einem – halbierten – Skateboard und schuhlosen Inline-Skates darstellt und mit dem in gewissem Umfang das Fahrverhalten eines Snowboards auf Asphalt nachgeahmt werden kann. Zum Fahren wird ein Paar Skates benötigt. Der Bewegungsablauf beim Fahren ist ähnlich wie beim Snakeboard, nur viel freier, da keine Achse vorhanden ist.

## Aufbau
Ein Set besteht aus einem linken und einem rechten Skate. Ein Skate besteht je aus einer etwa 17 × 14 cm großen Platte aus Aluminiumguss (teilweise auch aus Holz) unter der zwei Rollen hintereinander feststehend angebracht sind. Rollenhalter bzw. Achse (Truck) und Platte (Deck) sind bei günstigen Modellen ein einziges Gussstück. Bei hochwertigen Fabrikaten sind Platte und Achse einzelne Bauteile und mittels Edelstahlschrauben verbunden. Die Rollen haben eine Größe von ca. 70 bis 78 mm, in denen handelsübliche Kugellager eingesetzt werden können (ABEC 5, 7 etc.). Zwischen den Kugellagern befinden sich wie üblich Spacer. Es gibt jedoch auch spezielle, hochwertige Kugellager, die Spacer überflüssig machen. Hochwertige Rollen sind an den Seiten abgerundet, um die Scherkräfte besser nutzen zu können, da die Skates so besser "gezogen" bzw. "weggeschoben" werden können. Die Oberseite des Decks weist weder Schuhe noch Bindungen auf, ist aber zur Erhöhung der Griffigkeit je mit einem Griptape versehen. Der Fuß des Fahrers steht mittig auf der Platte, parallel zu ihrer Längsseite (siehe Skizze).

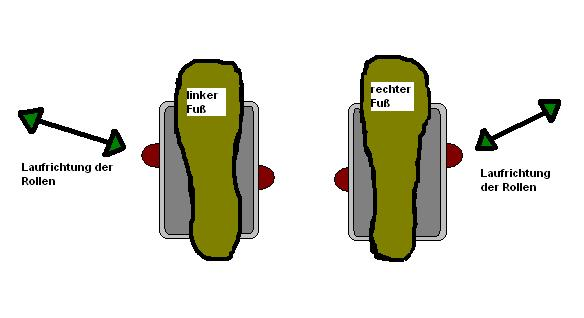
Ausrichtung der Füße und Laufrollen

Die beiden Skates eines Paares unterscheiden sich voneinander dadurch, dass die Rollen nicht im rechten Winkel zur Fußstellung, sondern an der Außenseite des jeweiligen Fußes leicht nach vorn ausgerichtet sind (siehe Skizze). Es gibt also einen eindeutig linken sowie rechten Skate.

## Fahren
Die Fortbewegung erfolgt charakteristisch in Schlangenbewegungen, da der Vortrieb nicht durch Anschieben erzeugt wird, sondern durch das Ein- und Auswärtsdrehen von Sprung-, Knie- und Hüftgelenk. Der Oberkörper steht dabei seitwärts zur Fahrtrichtung. Mit diesem Bewegungsablauf, S-Shape genannt, kann die Geschwindigkeit eines durchschnittlich schnellen Fahrradfahrers erreicht werden. Man nutzt dabei auch das Prinzip des "Independent Foot Steering", also dem unabhängigen Steuern der Füße, was sich bei vielen Boardsportarten, wie z. B. dem Snowboarden, wiederfindet. Selbst Steigungen können so bewältigt werden. Auf Gefällstrecken ist in Schussfahrt auch ein höheres Tempo zu erzielen.
Boardspezifische Tricks und Sprünge sind möglich sowie das Befahren von Halfpipes und Rampen.
Gebremst wird durch enges Kurvenfahren, Slides oder kontrolliertes Absteigen. Schutzvorkehrungen (Helm, Knie-, Ellbogen- und Handschutz) sind empfehlenswert.

## Entwicklung
Der Freeline-Skate wurde von Ryan Farrelly entwickelt und mit Hilfe von Jason Galoob in der kalifornischen Skater-Szene eingeführt. Seit 2005 wurden Freeline Skates von der Firma „Freeline Skates, Inc.“ hergestellt. Nach deren Bankrott im Jahr 2015 half Skater Mattie Tyce "JMKRide" zu gründen, welche nun ähnliche Modelle verkaufen. Professionelle Skater in Japan bezeichnen den Sport als "free skates" und in Taiwan wird "drift skates" bevorzugt, um die Identität der Sportart nicht mehr mit dem bankrotten Hersteller "Freeline Skates, Inc." zu verknüpfen.
In den Vereinigten Staaten von Amerika und Asien hat sich Freeskaten schon zur Trendsportart entwickelt hat. In Europa und Deutschland wird der Sport mittlerweile auch immer bekannter. Es gibt einige Hotspots, darunter zum Beispiel das Tempelhofer Feld in Berlin, an denen mittlerweile viele Freeskater zusammenkommen. Auch in Spanien, Frankreich und Großbritannien wächst die Community immer stärker.